# راینهارد فابیش
راینهارد فابیش (۱۹ اوت ۱۹۵۰ – ۱۲ ژوئیهٔ ۲۰۰۸) یک بازیکن و سرمربی فوتبال اهل آلمان بود.
از باشگاه‌هایی که در آن بازی کرده‌است می‌توان به باشگاه فوتبال بروسیا دورتموند اشاره کرد.